# Amoeba Music
Amoeba Music es una cadena de tiendas de música independiente estadounidense con ubicaciones en Berkeley, San Francisco y Hollywood, Los Ángeles en California. Fue fundado en 1990 en Berkeley, California, y permanece en funcionamiento después de haber sobrevivido a la caída de las ventas de CD en la década de 2000.

## Historia

### Tienda original de Berkeley (1990)
Amoeba Music fue fundada por ex empleados de la cercana Rasputin Records y abrió en Telegraph Avenue en Berkeley en 1990. Los cofundadores incluyen, entre otros, Marc Weinstein, Dave Prinz, Yvonne Prinz y Kent Randolph. El icónico logotipo de Amoeba fue diseñado por el dibujante de cómics Shepherd Hendrix. Operando principalmente en la reventa de productos usados, Amoeba ha sobrevivido a la disminución de las ventas de CD desde principios de la década de 2000 con su programa de intercambio y el advenimiento del resurgimiento del vinilo.

### Segunda tienda (San Francisco, 1997)

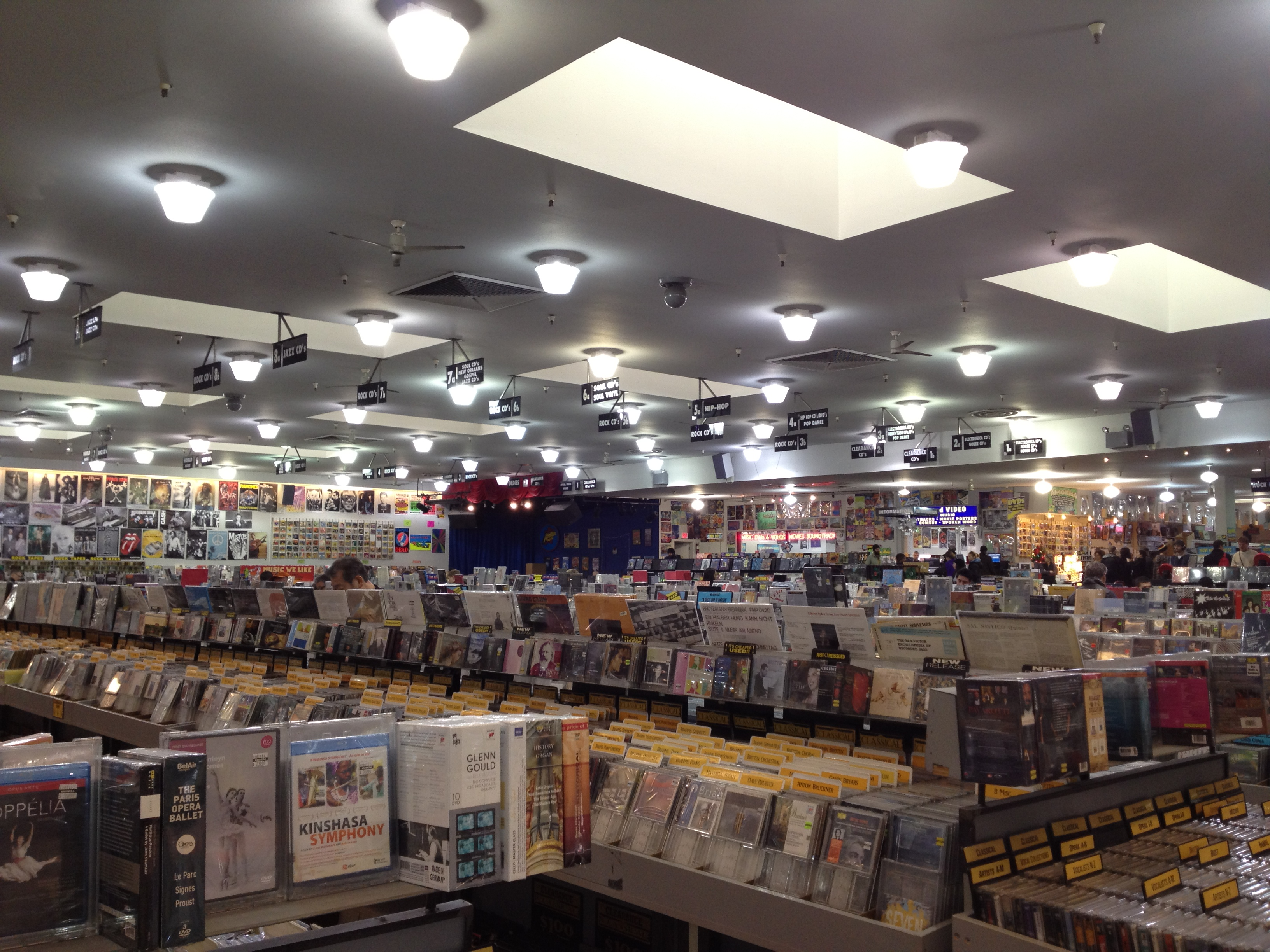
Dentro de Amoeba Music en San Francisco en 2011.

Una segunda ubicación, en San Francisco, abrió el 15 de noviembre de 1997, en el vecindario de Haight-Ashbury, cerca del Golden Gate Park. Estaba ubicado en la antigua bolera Park Bowl de 24.000 pies cuadrados (2,200 m²). Almacena regularmente más de 100.000 CDs, discos de vinilo y casetes de audio, tanto nuevos como usados.

### Tercera tienda (Los Ángeles, 2001)
Una tercera ubicación, en Los Ángeles, abrió el 17 de noviembre de 2001, en Sunset Boulevard en Cahuenga Boulevard, Hollywood. En el momento de su apertura, la tienda planeaba almacenar hasta 250.000 títulos, lo que la habría colocado entre las tiendas de música independientes más grandes del mundo. Según el escritor de Los Angeles Times Michael Hiltzik , el lugar “se convirtió instantáneamente en un hito de Hollywood”.
El departamento de música del mundo de Amoeba estaba dirigido por Robert Leaver, cofundador de la tienda de discos y sello Round World Music en San Francisco. También trabajó como comprador de discos internacionales para la ubicación de Amoeba en Berkeley. Las tiendas también intercambian películas, aunque de forma secundaria a su negocio de música. Cada ubicación tiene una colección más pequeña de películas en DVD, VHS, Laserdisc y Blu-ray. Además, cada tienda mantiene una selección de carteles y obras de arte relacionados con la música para comprar, así como productos de la marca Amoeba. La tienda de Sunset Boulevard tenía un segundo piso completo dedicado a DVD y Blu-ray en su ubicación original. Además, Amoeba Music frecuentemente realizaba espectáculos gratuitos durante el horario comercial con artistas de renombre local y nacional de una amplia variedad de géneros.
En 2015, Amoeba vendió la propiedad de Sunset Boulevard a un holding, pero continuó arrendando el espacio. En 2018, se anunció que los propietarios demolerían el sitio y lo reemplazarían con una torre contemporánea de vidrio y acero con unidades residenciales y espacio comercial, y Amoeba se mudaría. El 27 de abril de 2020, Amoeba anunció que debido a la pandemia de COVID-19, la ubicación de Sunset Boulevard se cerró permanentemente antes de lo previsto. Junto con la orden estatal de quedarse en casa emitida por el gobernador de California Gavin Newsom en la pandemia de COVID-19, se ordenó a muchas tiendas no esenciales que cerraran para evitar la propagación de COVID-19. Posteriormente, Amoeba inició una campaña de recaudación de fondos en GoFundMe para pagar las facturas, ya que la mayoría de sus ingresos provienen de compras en tiendas.

### Tienda de Los Ángeles reubicada (2021)

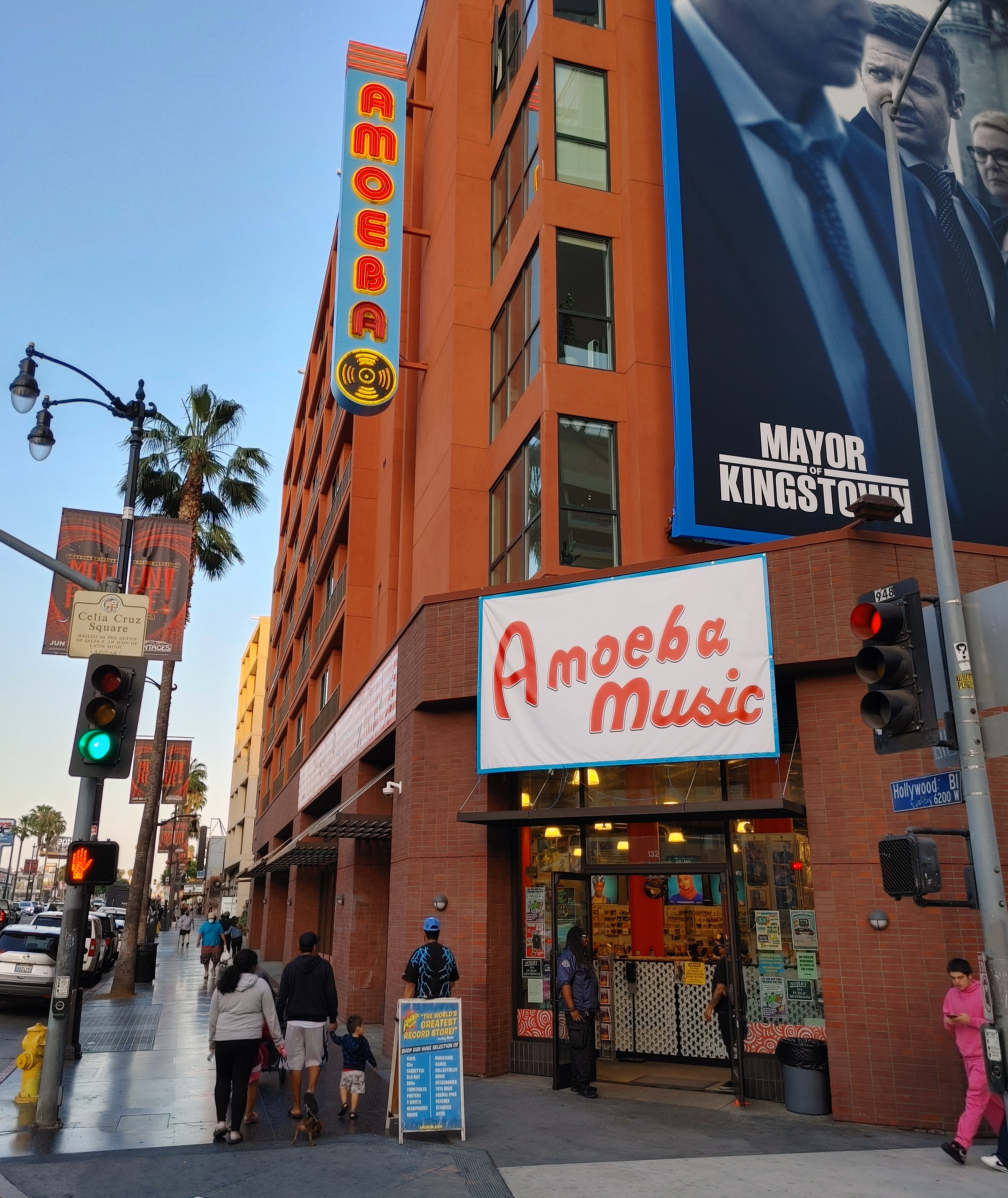
Nueva tienda Amoeba Music en Hollywood Boulevard en el área de Hollywood and Vine en Los Ángeles, 2022.

Amoeba encontró una nueva ubicación para su tienda de Los Ángeles en el Hollywood Boulevard en Argyle Avenue. Las vastas colecciones de CD, LP, DVD y libros de música de la tienda se almacenaron temporalmente durante la construcción en el nuevo sitio durante 2020 y 2021. La nueva ubicación abrió el 1 de abril de 2021.
La nueva tienda Amoeba Music está ubicada cerca del popular Pantages Theatre en el área de Hollywood y Vine. Continuando con la tradición de espectáculos en vivo gratuitos para los clientes en la tienda, el nuevo Amoeba Music realiza con frecuencia espectáculos gratuitos durante el horario de atención de la tienda con artistas de renombre local y nacional de una amplia variedad de géneros. La banda Red Hot Chili Peppers ofreció una presentación en vivo gratuita en la tienda para los clientes de Amoeba Music después de recibir una estrella en el Paseo de la Fama de Hollywood cerca de la entrada de la tienda Amoeba Music el 31 de marzo de 2022. George Clinton, Woody Harrelson y Bob Forrest dieron a conocer la estrella en la ceremonia.

## Canal de YouTube
El canal de YouTube de Amoeba se creó el 27 de enero de 2006 y alberga entrevistas, grabaciones de presentaciones en vivo en ubicaciones de Amoeba y la serie ganadora del premio Webby What's In My Bag?, con varios “artistas destacados y creadores de tendencias que comparten lo que encontraron comprando en Amoeba”.

## Cultura popular
- La tienda de Hollywood se incluyó como un lugar jugable en el juego de música Guitar Hero World Tour de 2008.[1]
- Paul McCartney grabó su EP Amoeba's Secret (que también se publicó como Amoeba Gig en su totalidad en 2019) en una presentación en vivo no anunciada en Hollywood el 27 de junio de 2007.[15]

## Lectura adicional
- Diehl, Matt (12 de agosto de 2003). «Indie Chains Are Slump Proof». Rolling Stone.
- «S.F. Music Landmark Headed to Sunset». Los Angeles Business Journal (en inglés estadounidense). 5 de noviembre de 2000.
- «Amoeba Music's Simple Formula». web.archive.org. 8 de marzo de 2005. Archivado desde el original el 8 de marzo de 2005. Consultado el 23 de septiembre de 2022.